# Barr
För andra betydelser, se Barr (olika betydelser).

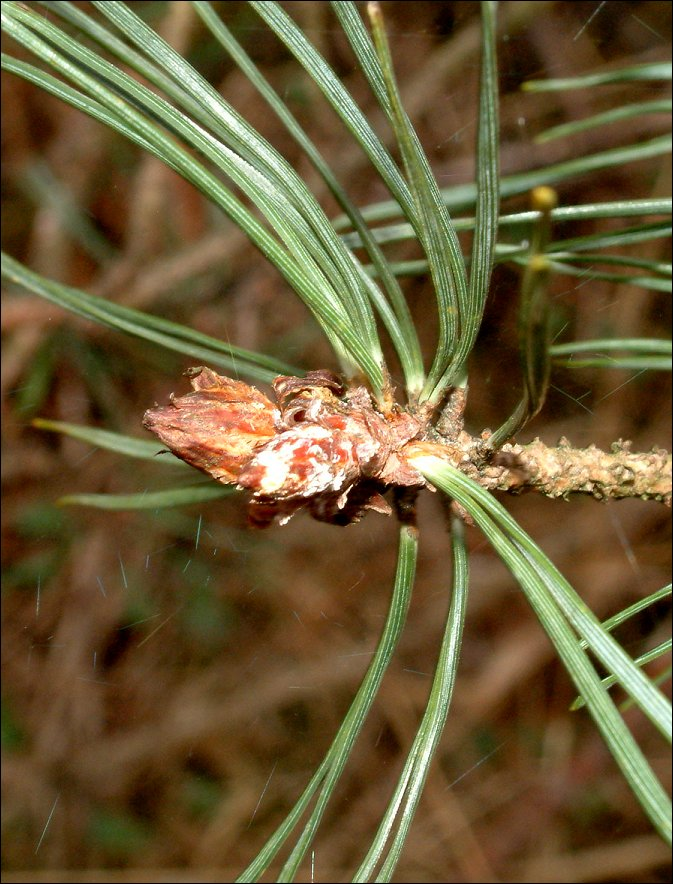
Närbild på några barr som är fästade parvis vid kvisten på en tall. Ungefär hälften av barrens totala längd visas.

Barr är barrträdens variant av blad. Barren är gröna nålliknande utväxter som kan stickas. Ett barr är egentligen bara ett ennervigt blad, och liknande blad finns hos vissa tvåhjärtbladiga växter.
Barrens utseende varierar beroende på trädarten de sitter på. Tallbarr har exempelvis grövre, längre gröna utväxter medan granbarr har mjuka, korta ljusgröna utväxter som växer väldigt tätt. De längsta barren har pinus palustris, en tall från Nordamerika, på vilken barren kan bli upp till 45 cm långa. 
Till formen är barr runda, platta eller fyrkantiga och är vanligtvis smala, styva och stickande. Till konsistenten är de läderartade. Barren sitter antingen spiralställda eller flera stycken på samma skott.
Barrträdens barr kan i vissa fall bli mycket gamla. Det finns tallbarr som fungerat i årtionden, men också barr som fälls varje år, till exempel lärkens. För tidig barrfällning kan ske, då oftast på grund av för liten nederbörd eller andra klimatfaktorer. Även angrepp av parasitsvampar eller luftföroreningar kan orsaka barrfällning.